# Maisons-Alfort - Stade (métro de Paris)
 (juin 2024).
Si vous disposez d'ouvrages ou d'articles de référence ou si vous connaissez des sites web de qualité traitant du thème abordé ici, merci de compléter l'article en donnant les références utiles à sa vérifiabilité et en les liant à la section « Notes et références ».
 (juin 2024).
- Si vous ne connaissez pas le sujet, laissez ce bandeau (vous pouvez alors contacter les auteurs).
- Si vous supprimez le contenu mis en cause (vous pouvez préalablement contacter les auteurs),

argumentez précisément cette suppression dans la page de discussion
(un manque de référence n'est pas un argument ; une recherche réelle de référence doit avoir été effectuée, être formellement documentée).
Maisons-Alfort - Stade est une station de la ligne 8 du métro de Paris, située sur la commune de Maisons-Alfort.

## Situation
La station est établie sous l'avenue du Général-Leclerc (D 19), à hauteur de l'amorce de la rue Chevreul. Orientée selon un axe nord-ouest/sud-est, elle s'intercale entre les stations École vétérinaire de Maisons-Alfort et Maisons-Alfort - Les Juilliotes. En direction de Pointe du Lac, il s'agit de la dernière station de la ligne à présenter une configuration classique avec deux voies à quais latéraux.

## Histoire
La station est ouverte le 19 septembre 1970 avec la mise en service du prolongement de la ligne 8 depuis Charenton - Écoles ; celui-ci amorce une nouvelle vague d'extensions du réseau après 18 ans de pause dus aux ressources financières limitées de l'après-guerre, et marque l'apparition des premières « stations-boîtes », caractérisées par une forme rectangulaire liée à leur construction selon la méthode de la tranchée couverte. La station constitue provisoirement le terminus sud-est de la ligne (depuis Balard) jusqu'au 27 avril 1972, date à laquelle celle-ci est prolongée d'une station supplémentaire jusqu'à Maisons-Alfort - Les Juilliottes.
Elle doit sa dénomination à son implantation sur le territoire de la commune de Maisons-Alfort d'une part, ainsi qu'à sa proximité immédiate avec l'ancien stade de la Suze (inauguré le 30 mars 1935) qui existait encore lors de la construction de la station en 1969, et qui a cédé la place un an plus tard à l'ensemble immobilier Métropolis, situé au no 99 de l'avenue du Général-Leclerc. C'est ainsi que les quais disposent escaliers en impasse du côté opposé à la sortie, la construction de l'accès au stade ayant été abandonnée entre le début du chantier et l'ouverture au public. Ce guichet nord-ouest est ainsi resté borgne et a été ultérieurement été transformé en local technique.
La station n'a pas été renommée pour autant, du fait de sa relative proximité avec un second terrain de sport : le stade municipal Auguste-Delaune, établi quelques centaines de mètres au sud, entre le fort de Charenton et le cimetière de Maisons-Alfort.

### Fréquentation
Selon les estimations de la RATP, la station a vu entrer 2 330 375 voyageurs en 2019, ce qui la place à la 221e position des stations de métro pour sa fréquentation sur 302,. En 2020, avec la crise du Covid-19, son trafic annuel tombe à 1 393 467 entrants, ce qui la classe alors au 186e rang, avant de remonter progressivement en 2021 avec 1 702 479 entrants comptabilisés, la reléguant cependant à la 208e position des stations du réseau pour sa fréquentation cette année-là.

## Services aux voyageurs

### Accès
La station dispose de deux accès répartis en trois bouches de métro :
- l'accès 1 « Avenue du Général-Leclerc - côté des numéros impairs », constitué d'un escalier fixe agrémenté d'un mât avec un « M » jaune inscrit dans un cercle, débouchant au droit du 147 de l'avenue à l'angle avec la rue Chevreul ;
- l'accès 2 « Avenue du Général-Leclerc - côté des numéros pairs » comprenant deux escaliers fixes établis face au collège Édouard-Herriot, l'un doté d'un mât « M » jaune, l'autre doublé d'un escalier mécanique montant.
- l'accès « Stade » n'a quant à lui jamais été terminé puisque le stade de la Suze a cédé la place à l'ensemble d'immeubles Métropolis à la même période.

Accès à la station
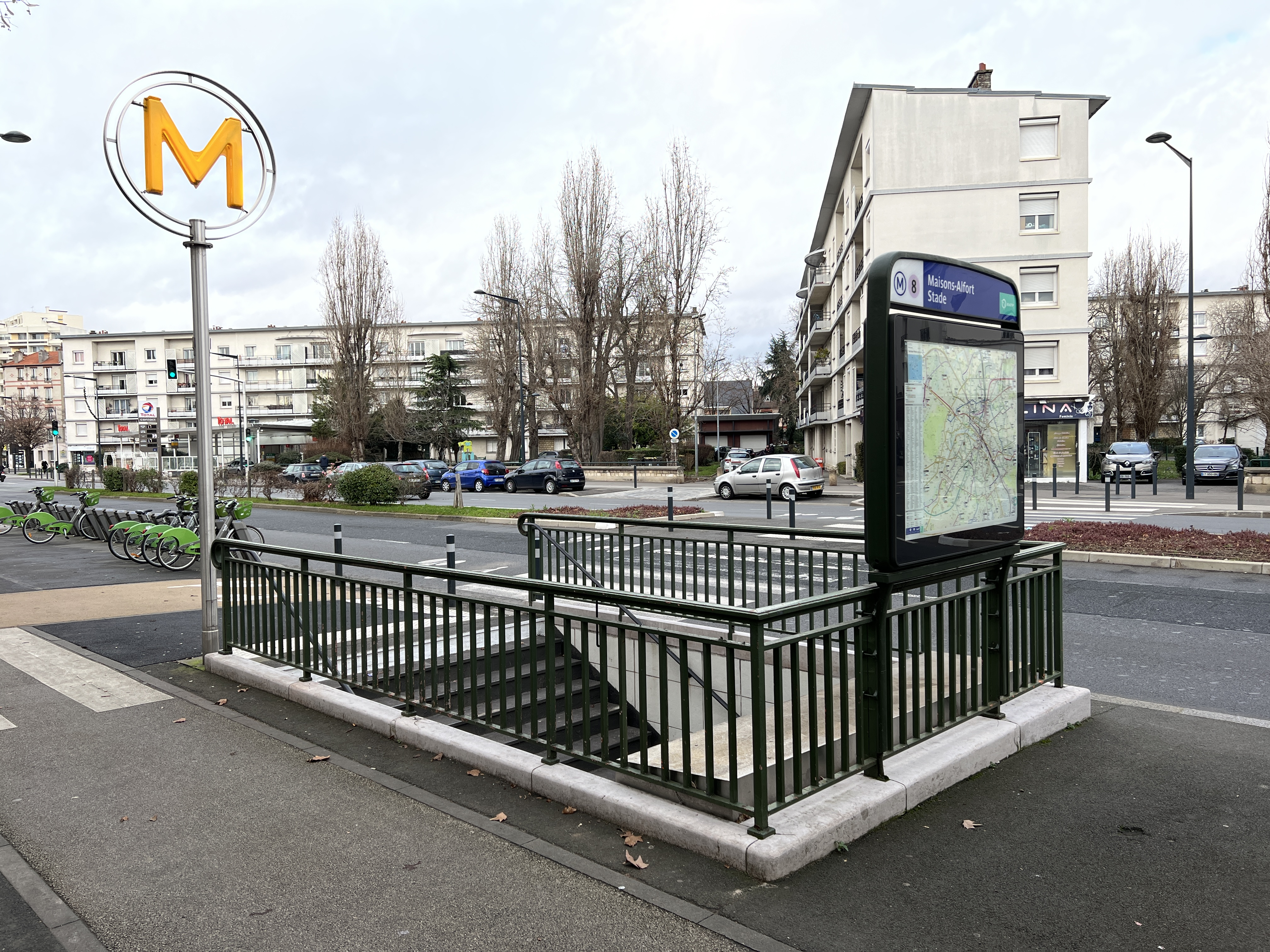
L'accès no 1.
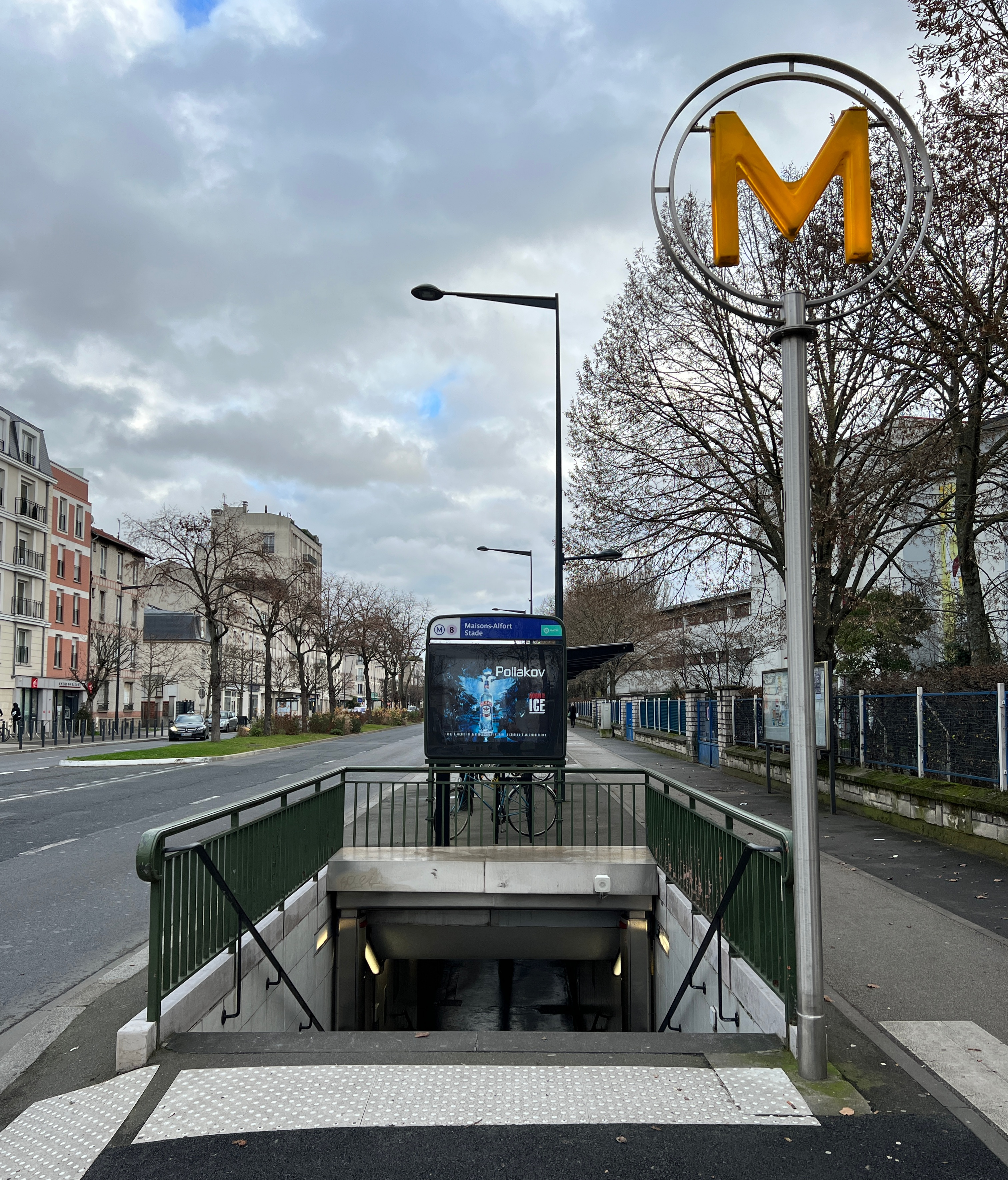
L'accès no 2.
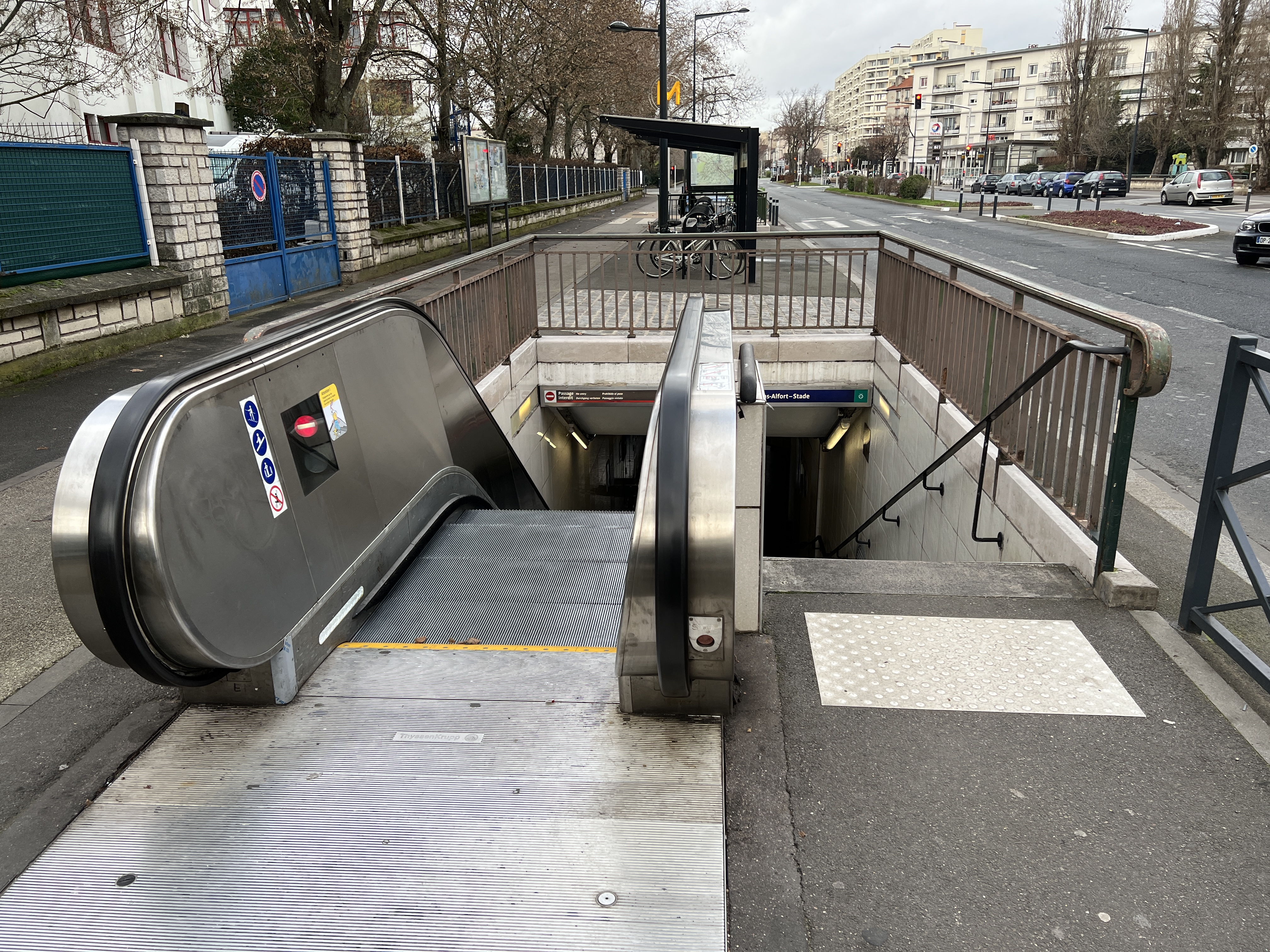
L'accès no 2 avec l'escalier mécanique.

### Quais

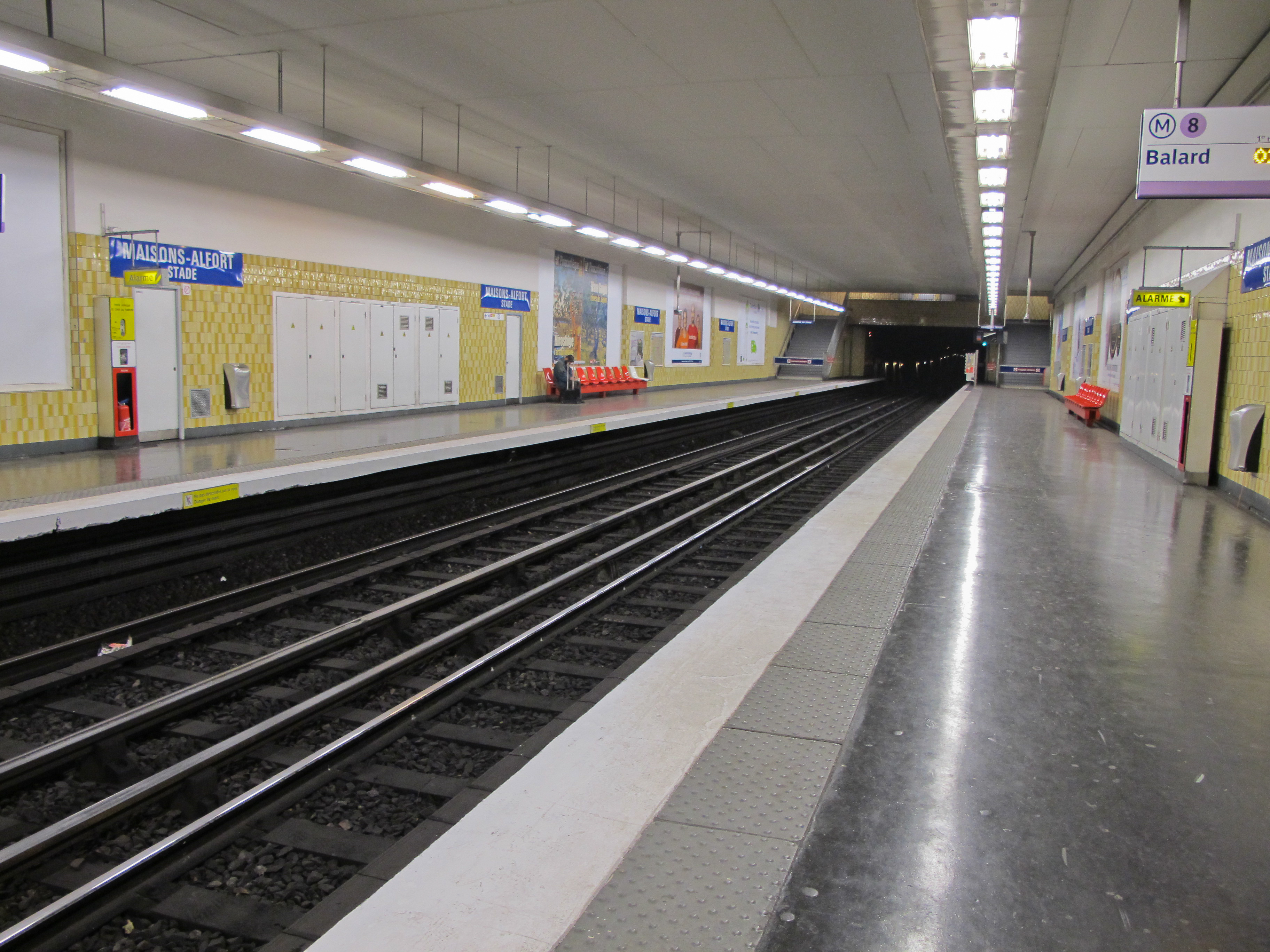
Quais de la station.

Maisons-Alfort - Stade est une station de configuration standard : elle possède deux quais séparés par les voies du métro. Édifiée dans les années 1970, il s'agit d'une station-cage à piédroits verticaux et plafond horizontal du fait de sa construction en tranchée couverte. La décoration, typique de cette décennie, s'apparente à une déclinaison du style « Mouton-Duvernet » avec des piédroits et tympans recouverts de carreaux à biseaux inversés en divers tons d'ocre, posés verticalement et alignés, ainsi qu'un plafond et des hauts de murs traités en blanc. L'éclairage est assuré par deux bandeaux suspendus que l'on retrouve également à la station suivante, École vétérinaire de Maisons-Alfort, ainsi qu'à la station Porte de Bagnolet sur la ligne 3 (en outre, la station Gambetta de cette dernière ligne était équipée du même modèle de rampe jusqu'à sa rénovation en 2007). Les cadres publicitaires, en léger retrait dans les piédroits, sont métalliques et le nom de la station est inscrit en police de caractères Parisine sur plaques émaillées. Les sièges sont de style « Motte » de couleur rouge.
La station ne partage ce style décoratif qu'avec les deux points d'arrêt encadrants, École vétérinaire de Maisons-Alfort et Maisons-Alfort - Les Juiliottes. Toutefois, le carrelage de couleur ocre existe également dans les couloirs d'accès au quai de la station Créteil - Université sur la même ligne, à ceci près qu'il ne présente que la nuance la plus claire.

### Intermodalité
La station est desservie par les lignes 104 et 372 du réseau de bus RATP et, la nuit, par la ligne N35 du réseau Noctilien.

## À proximité
- Fort de Charenton
- Cimetière de Maisons-Alfort